# Cas Plame

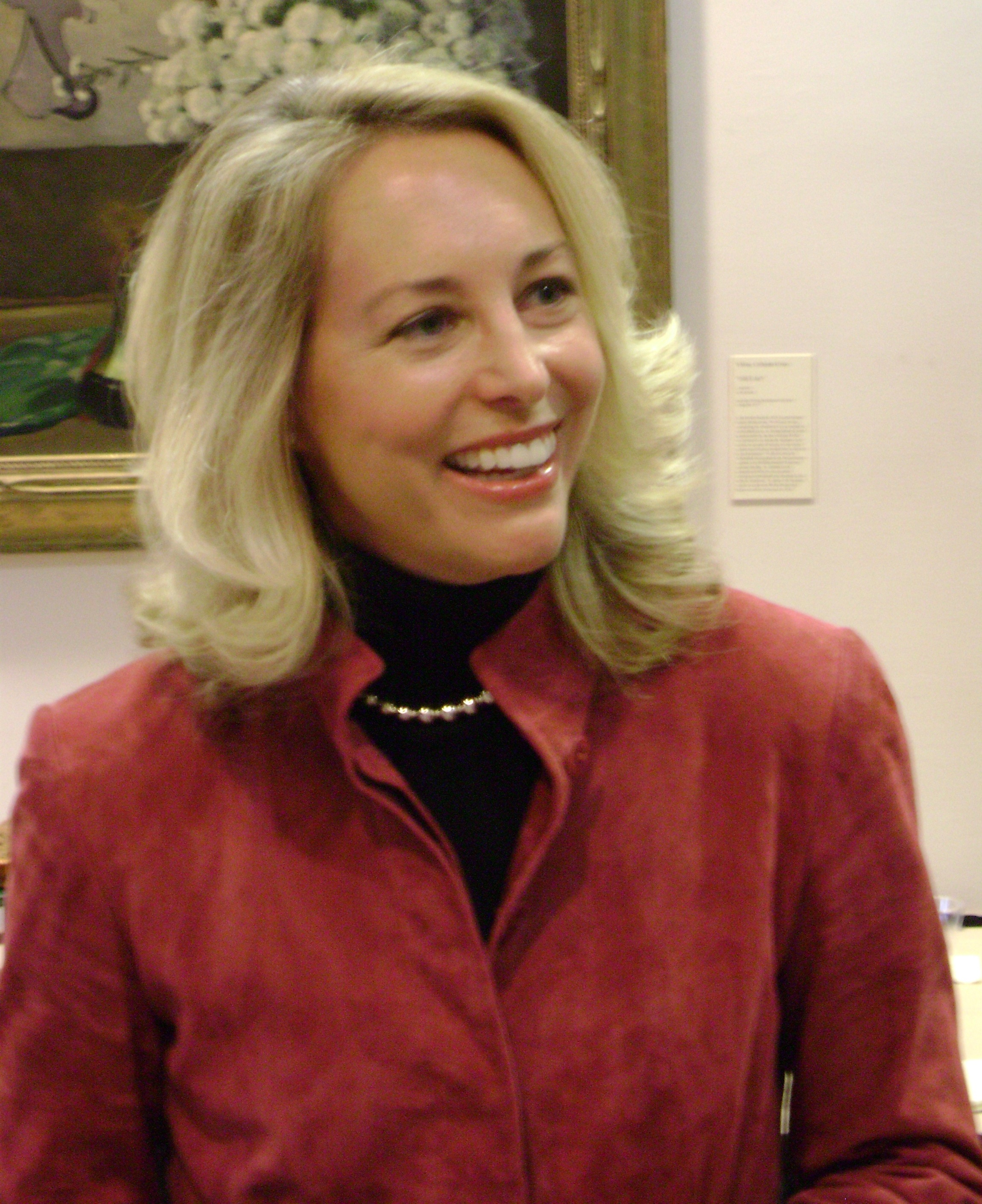
Valerie Plame.

El Cas Plame (en anglès: Plame Affair) va ser un escàndol polític que va tenir lloc als Estats Units i que va afectar directament a l'Administració Bush. Aquest cas va comportar el descobriment de la identitat d'una agent secreta de la CIA, Valerie Plame, la qual estava casada amb l'ambaixador estatunidenc, Joseph Wilson, qui havia desmentit la venda d'urani de Níger a l'Iraq abans que comencés la guerra en aquest darrer país.

## Cronologia
- Febrer de 2002: la CIA demana a un antic ambaixador, Joseph Wilson, que viatgi a Níger per investigar sobre una eventual vental de material nuclear a l'Iraq. Es tractava de provar que l'Iraq de Saddam Hussein havia intentat aconseguir urani per construir una arma nuclear. Després de la seva investigació, Joe Wilson no havia trobat res que confirmés aquest rumor. Ans al contrari, havia descobert que els documents en els que es basava aquest possible fet eren falsos.
- 28 de gener de 2003: després del seu discurs de l'Estat de la Unió, el president Bush fa referència al Níger per justificar el seu pla d'alliberament d'Iraq del govern de Saddam Hussein.
- 6 de juliol de 2003: Joseph Wilson, en el New York Times, declara: Si les meves investigacions han estat considerades com inexactes, ho entenc (estaria llavors interessat a saber el perquè). Si, tanmateix, les meves investigacions han estat ignorades perquè no es corresponien amb unes idees ja preconcebudes sobre l'Iraq, llavors es pot legítimament creure que hem entrat en la guerra amb falsos pretextos..[1]
- 14 de juliol de 2003: diversos periodistes divulguen progressivament la identitat de la seva dona. En una d'aquestes cròniques es revela que Joe Wilson, un antic ambaixador que s'havia oposat públicament a la guerra d'Iraq, està casat amb una agent secreta de la CIA, Valerie Plame. És aquesta la primera vegada que l'encobriment de Plame es fa públic. Molts periodistes pensen que la publicació del seu vertader nom anava dirigida sobretot a desacreditar o castigar el seu marit.[2]